# Rivesaltes
Rivesaltes är en kommun i departementet Pyrénées-Orientales i regionen Occitanien i södra Frankrike. Kommunen ligger i kantonen Rivesaltes som tillhör arrondissementet Perpignan. År 2022 hade Rivesaltes 9 151 invånare.

## Befolkningsutveckling
Antalet invånare i kommunen Rivesaltes
| Referens: INSEE |